# Сорочье Поле
Соро́чье По́ле — деревня в Вытегорском районе Вологодской области России.
Входит в состав Андомского сельского поселения, с точки зрения административно-территориального деления — в Андомский сельсовет.
Расположена на правом берегу реки Андома. Расстояние по автодороге до районного центра Вытегры — 38 км, до центра муниципального образования села Андомский Погост — 6 км. Ближайшие населённые пункты — Гонево, Гуляево, Опарино, Сорокополье.

## История
10 мая 1934 года постановлением Карельского ЦИК в деревне была закрыта церковь.

## Население
По переписи 2002 года население — 9 человек.
| 2010 |
| ---- |
| 4    |